# پراش نوترون
پراش نوترون یا پراکندگی الاستیک نوترونی، (به انگلیسی: Neutron diffraction) کاربرد پراکندگی نوترون در تعیین ساختار اتمی یا مغناطیسی یک ماده است. نمونه ای که مورد بررسی قرار می‌گیرد در پرتوی نوترون‌های حرارتی یا سرد قرار می‌گیرد تا الگوی پراش به دست آید. این الگو اطلاعاتی از ساختار ماده را به نمایش می‌گذارد. این تکنیک به پراش اشعه X شبیه است. اما به علت ویژگی‌های مختلف پراکندگی، نوترون‌ها و اشعه X اطلاعات مکملی را نشان می‌دهند: اشعه ایکس برای تجزیه و آنالیز سطحی مناسب‌تر است، زیرا اشعه ایکس قوی، از تابش سنکروترون برای عمق پایین یا نمونه‌های نازک مناسب است. اما، نوترونهایی که عمق نفوذ زیادی دارند، برای نمونه‌های سوا مناسب‌تر هستند.

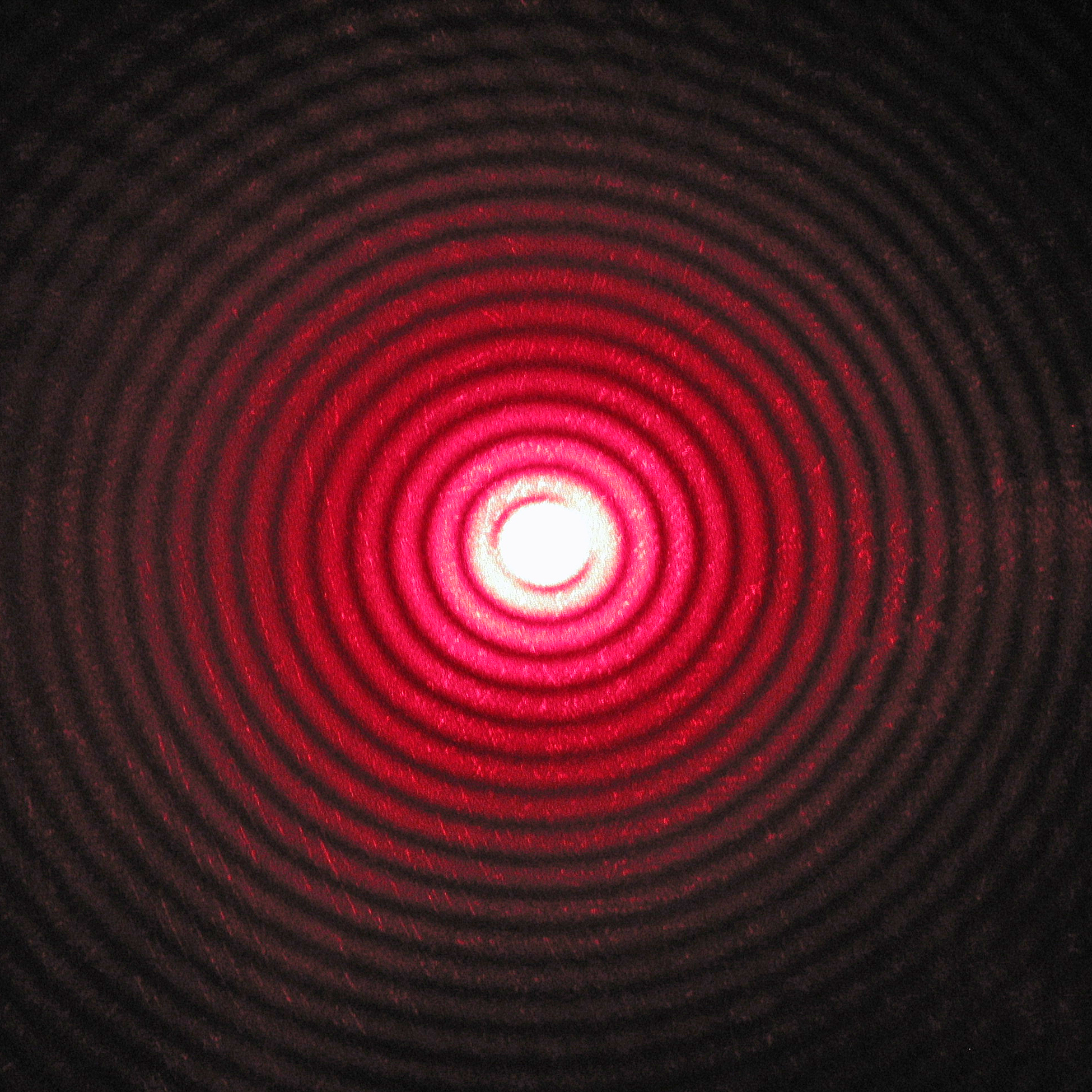
یک الگوی پراش پرتوی لیزر قرمز پس از عبور از یک دیافراگم دایره ای کوچک در صفحه دیگر ، روی صفحه نمایش داده می شود.

## الزامات ابزاری و نمونه
این تکنیک به یک منبع ذخیره نوترون نیاز دارد. نوترون‌ها را به‌طور معمول در یک رآکتورهسته‌ای یا یک پاشش تولید می‌کنند. در یک راکتور تحقیقاتی، مولفه‌های دیگری از جمله مونوکروماتور (تک رنگ) کریستال و همچنین فیلترهایی برای گزینش طول موج نوترون، ضروری است. برخی از قسمت‌های تنظیم نیز ممکن است متحرک باشند. در یک منبع پاشش، از روش زمان پرواز برای مرتب‌سازی انرژی نوترونهای مورد بررسی، استفاده می‌شود (نوترون‌هایی سریعتر هستند که انرژی بیشتری دارند)، بنابراین به هیچ تک رنگی نیازی نیست، بلکه به یک سری عناصر دیافراگم برای فیلتر کردن پالسهای نوترون با طول موج مورد نظر هماهنگ شده‌است.
این روش به‌طور معمول با پراش پودر انجام می‌شود که فقط به پودر پلی کریستالی نیاز دارد. کار با تک کریستال نیز ممکن است، اما بلورها باید بسیار بزرگتر از آنهایی باشند که در کریستالوگرافی اشعه ایکس تک بلوری استفاده می‌شوند. به‌طور معمول از بلورهایی استفاده می‌شود که اندازه آنها حدود یک میلیمتر مکعب(1mm3) است.
به‌طور خلاصه، عیب اصلی روش پراش نوترون، نیاز به یک رآکتور هسته ای است. برای تک بلور، این تکنیک به بلورهای نسبتاً بزرگی نیاز دارد که رشد آنها به‌طور معمول بسیار دشوار است. مزایای این تکنیک بسیار زیاد است: حساسیت به اتم‌های نوری، قابلیت تشخیص ایزوتوپ‌ها، عدم آسیب در اثرتابش، و همچنین عمق نفوذ چندین سانتی‌متری

## پراکندگی هسته‌ای
مانند تمام ذرات کوانتوم، نوترون‌ها نیز می‌توانند پدیده‌های موجی را به نمایش بگذارند که معمولاً با نور یا صدا مرتبط هستند. پراش یکی از این پدیده‌هاست. وقتی موج‌ها با مانع‌هایی روبرو می‌شوند که اندازه آنها با طول موج سنجش پذیر است، پراش اتفاق می‌افتد. اگر طول موج یک ذره کوانتوم به‌اندازه کافی کوتاه باشد، اتم‌ها یا هسته‌های آنها می‌توانند به عنوان موانع پراش عمل کنند. وقتی پرتوی از نوترون‌های منشعب‌شده توسط یک رآکتور، کند شده و با سرعت آنها به درستی گزینش می‌شود، طول موج آنها در نزدیکی یک آنگستروم (۰٫۱ نانومتر) قرار دارد، به‌عبارت دیگر یعنی جدایی معمولی بین اتم‌ها در یک ماده جامد. سپس می‌توان از چنین پرتوی برای انجام آزمایش پراش استفاده کرد. بر اساس قانون براگ که پراش اشعه X را شرح می‌دهد؛ با استفاده از الگوبرداری از نمونه بلوری؛ تحت تعداد محدودی از زاویه‌های کاملاً معین پراکنده می‌شود.
وترون‌ها و اشعه ایکس به‌طور متفاوتی با ماده برهم‌کنش می‌کنند. اشعه ایکس در درجه اول با ابر الکترون اطراف هر اتم برهم‌کنش می‌کند. مشارکت در شدت اشعه ایکس پراش‌شده برای اتم‌هایی با عدد اتمی بزرگتر (Z)، بیشتر است. ازسوی دیگر، نوترون‌ها به‌طور مستقیم با هسته اتم برهم‌کنش می‌کنند و میزان سهم آنها در شدت پراش به هر ایزوتوپ بستگی دارد. برای مثال، هیدروژن و دوتریم معمولی نقش متفاوتی را ایفا می‌کنند. همچنین اغلب این اتفاق می‌افتد که اتمهای سبک (Z کم) حتی در حضور اتمهای بزرگ (Zبالا) به شدت به پراش کمک می‌کنند. طول پراکندگی از ایزوتوپ به ایزوتوپ متفاوت است. عنصری مانند وانادیوم پرتوهای X را به شدت پراکنده می‌کند، اما هسته آن به سختی نوترون‌ها را پراکنده می‌کند، به همین دلیل است که اغلب به عنوان ماده مخزن مورد استفاده قرار می‌گیرد. پراش نوترون غیر مغناطیسی به‌طور مستقیم به موقعیت هسته‌های اتم‌ها حساس است.
هستهٔ اتم‌ها، که نوترون از آنها پراکنده می‌شود، بسیار کوچک است. علاوه برآن، نیازی به فاکتور فرم اتمی برای توصیف شکل ابر الکترون اتم نیست و قدرت پراکندگی یک اتم با زاویه پراکندگی، مانند اشعه X، از بین نمی‌رود؛ بنابراین پراش‌سنج‌ها می‌توانند قله‌های پراش قوی و کاملاًمعین حتی در زاویه‌های بالا را نشان دهند، به خصوص اگر آزمایش در دماهای پایین انجام شود. بسیاری از منابع نوترونی مجهز به سیستم‌های خنک‌کننده هلیوم مایع هستند که امکان جمع‌آوری داده‌ها را در دمای پایین‌تر از ۴٫۲ درجه سانتیگراد فراهم می‌کنند. اطلاعات با زاویه بالا (یعنی با وضوح بالا) به این معنی است که موقعیت‌های اتمی در ساختار را می‌توان با دقت بالا تعیین کرد.

## کاربردها

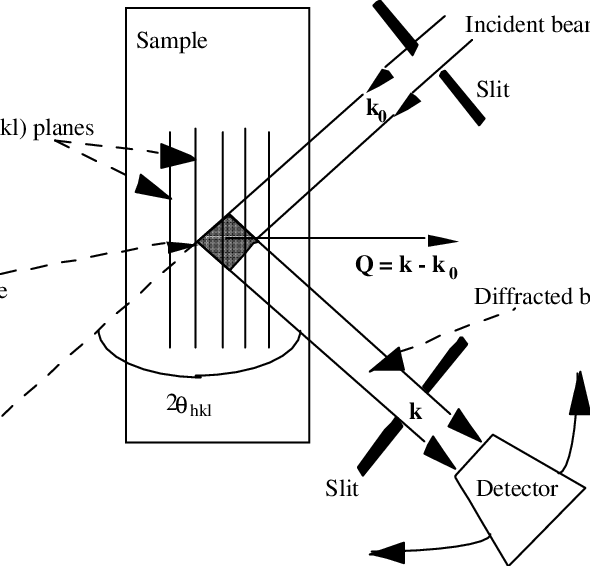
نمایی از آزمایش پراش نوترون در آزمایشگاه

از پراش نوترونی می‌توان برای تعیین فاکتور ساختار ایستای گازها، مایعات یا جامدات بی‌شکل استفاده کرد. با این وجود، بیشتر آزمایش‌ها با هدف تولید ساختار جامدات بلوری، پراش نوترون را به ابزاری مهم برای بلورشناسی مبدل می‌کنند.
پراش نوترون باپراش پودر اشعه X ارتباط نزدیکی دارد. در واقع، تکنیک تک کریستال این روش کمتر مورد استفاده قرار می‌گیرد، زیرا منابع نوترونی موجود در حال حاضر به نمونه‌های نسبتاً بزرگی نیاز دارند و تهیه تک بلورهای بزرگ برای اکثر مواد سخت یا تاحدی ناممکن است. پیشرفت‌های آینده، به خوبی می‌توانند این تصویر را تغییر دهند.
یکی از کاربردهای عملی پراکندگی یا همان پراش نوترون الاستیک، این است که ثابت شبکه ای فلزات و سایر مواد کریستالی را می‌توان بسیار دقیق اندازه‌گیری کرد. همراه با میکروپوزیتر دقیق تراز شده می‌توان نقشه‌ای از ثابت شبکه از طریق فلز تهیه کرد. این امر، به‌آسانی می‌تواند به میدان تنش تجربه شده توسط مواد تبدیل شود.
همچنین می‌توان از پراش نوترون برای مشاهده ساختار سه‌بعدی هر ماده‌ای که پراش می‌یابد، استفاده کرد.
کاربرد دیگر آن، تعیین تعداد انحلال جفت یون در محلول‌های الکترولیت است.
از زمان استقرار تکنیک پراش نوترون، از اثر پراکندگی مغناطیسی، برای تعیین تعداد گشتاورهای مغناطیسی در مواد، و مطالعه جهت‌گیری و ساختار دو قطبی مغناطیسی استفاده شده‌است. یکی از اولین کاربردهای پراش نوترون، در مطالعه جهت‌گیری دو قطبی مغناطیسی در اکسیدهای فلزی، انتقال ضد فرومغناطیسی؛ مانند اکسیدهای منگنز، آهن، نیکل و کبالت بود. این آزمایش‌ها، برای اولین بار وجود آرایش ضد فرومغناطیسی دو قطبی مغناطیسی را در یک ساختار ماده نشان داد. حالا، از پراش نوترون، برای توصیف مواد مغناطیسی تازه توسعه یافته استفاده می‌شود.